# Rânca, Gorj

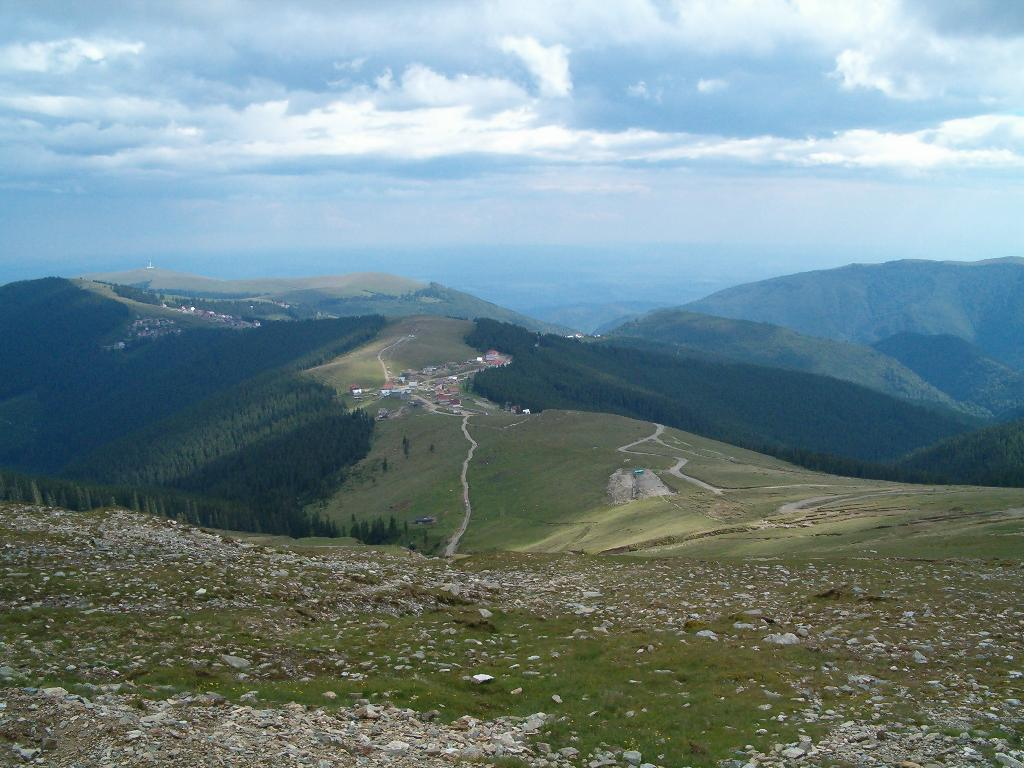
Rânca şi şoseaua Transalpina - vedere dinspre vârful Păpușa

Rânca este o stațiune turistică în curs de dezvoltare, aflată pe raza orașului Novaci și a comunei Baia de Fier, județul Gorj, România, situată la 1.600 m altitudine, la poalele vârfului Păpușa în Munții Novaciului din Masivul Parâng, la 18 km de orașul Novaci pe șoseaua Transalpina (DN67C).

## Istoric
În anul 1930, Banca Populară "Gilortul" din Novaci a pus în practică proiectul lui Dumitru Brezulescu, vizând crearea unei stațiuni montane la Rânca. A început acțiunea construind 6 cabane cu câte 5 camere, iar în anul 1937 a fost dată în folosință cabana centrală din Rânca, cu contribuția primului-ministru de atunci al României, liberalul Gheorghe Tătărăscu. Până în decembrie 1989, la Rânca a mai fost construită o cabană a OJT Gorj, o cabană administrată de către Universitataea din Craiova și o cabană a sindicatelor miniere din bazinul carbonifer al Olteniei. În apropiere se afla și o unitate militară unde se realiza instrucția recruților din cadrul trupelor de vânători de munte.

## Situația prezentă
Rânca este o stațiune în curs de dezvoltare, neavând nici statut de localitate componentă a orașului Novaci sau a comunei Baia de Fier.
Domeniul schiabil al stațiunii este într-o continua expansiune. Pârtia din centrul stațiunii, dotată în prezent cu instalație de nocturnă, este cea mai veche. Pe lânga aceasta, când stratul de zăpada este favorabil, sunt puse în funcțiune alte pârtii deservite de teleschiuri, babyski și telescaun (la baza vârfului Păpușa). 

## Stațiune pentru sporturile de iarnă
O zonă cu potențial pentru turismul de iarnă și schi ce deține amenajări turistice este zona Novaci–Baia de Fier cu versanți pe zonă de pajiști montane, expuși spre sud-vest în calea unor mase de aer mai umede, cu precipitații bogate sub formă de zăpadă și temperaturi mai scăzute pentru altitudini de 1400 m-1600 m, optime pentru o stațiune de acest tip. 
Situată pe unul dintre platourile Munților Parâng (1600 m. altitudine), la 18 kilometri de orașul Novaci și 63 kilometri depărtare de Târgu-Jiu, localitatea 
Rânca a cunoscut o dezvoltare rapidă.
Stațiunea Rânca dispune de mai multe pârtii de schi. Din centrul stațiunii porneste o pârtie pentru începători, dotată cu nocturnă, ce se termină sub vârful Muntelui Corneșul de unde, peste vârf, se face legătura cu alte pârtii, dintre care una pentru avansați și una pentru nivel mediu. La intrarea în stațiune se găseste un babyski dotat cu nocturnă, iar începând cu anul 2011 Rânca mai dispune de un telescaun ce deservește trei pârtii de ski care se află la poalele vârfului Păpușa.
Rânca este o zonă excelentă de freeride, fanii de snowboarding și schi extrem au un imens domeniu de off-piste, punctul central fiind reprezentat de Vârful Păpușa (alt. 2135 m). Zăpada măsoară peste 200 cm din decembrie până în aprilie, stratul de powder fiind întreținut de precipitațiile dese sub formă de ninsoare.

## Automobilism
În fiecare an, în luna septembrie pe o porțiune de serpentine a DN67c între Novaci și Rânca se desfășoară Campionatul Național de Viteză în Coastă etapa Rânca.

## Muzeu
În septembrie 2012, în stațiunea montană Rânca a fost inaugurat Muzeul Civilizației Montane, sub egida Centrului Județean pentru Conservarea și Promovarea Culturii Tradiționale (CJCPCT) Gorj. Aflat la 200 de metri de intrarea în stațiunea Rânca, este conceput ca un muzeu viu, în sensul că, pe lângă partea muzeistică efectivă care ține de istoria și tradițiile zonei pastorale a Gorjului, într-una dintre camerele locației vor fi utilaje pentru producerea tuturor produselor lactate.